# アイザック・ニュートン・メダル
アイザック・ニュートン・メダル（Isaac Newton Medal）は英国物理学会が授与する物理学の賞。イギリスの物理学者アイザック・ニュートンに由来している。 賞金は1,000ポンド。受賞者による招待講演が開催される。

## 受賞者
- 2008年 - アントン・ツァイリンガー
- 2009年 - アラン・グース
- 2010年 - エドワード・ウィッテン
- 2011年 - レオ・カダノフ
- 2012年 - マーティン・リース
- 2013年 - ジョン・ペンドリー
- 2014年 - デボラ・S・ジン
- 2015年 - エリー・ヤブロノビッチ
- 2016年 - トマス・キブル
- 2017年 - チャールズ・ベネット
- 2018年 - ポール・コーカム
- 2019年 - マイケル・ペッパー（英語版）
- 2020年 - Nader Engheta
- 2021年 - デイヴィッド・ドイチュ
- 2022年 - Margaret Murnane
- 2023年 - James Binney
- 2024年 - Richard Friend